# Silà (cognom)
Silà (En llatí Silanus) era el nomen de diverses famílies romanes, que sembla que només és una forma allargada de Sil (Silus).
Es presenta com a cognomen a les gens Sèrgia i Terència i sense connexió amb el nom grec Silanos o Silanus. De vegades apareix en manuscrits amb les formes Syllanus o Sillanus.